# Begonia acutiloba
Espèce
Synonymes
- Knesebeckia acutiloba (Liebm.) Klotzsch[1]

Begonia acutiloba est une espèce de plantes de la famille des Begoniaceae. Ce bégonia vivace, rampant et rhizomateux, est originaire du Mexique.

## Description
Les feuilles sont d'un vert uniforme et les fleurs sont blanches. Comme la plupart des bégonias de la même section, il s'agit d'une plante vivace, rhizomateuse, rampante ou grimpante dont les fleurs femelles ont moins de 5 tépales avec des stigmates en forme de rognon et le fruit une capsule bifide à deux loges.  

## Répartition géographique
Ce bégonia est originaire du Mexique. Il est présent au Chiapas et dans le Oaxaca.

## Classification
L'espèce a été récoltée et décrite en 1852 par le botaniste danois Frederik Michael Liebmann (1813-1856). L'épithète spécifique, acutiloba, signifie « aux lobes très pointu », une allusion à la forme des feuilles.
Publication originale : Videnskabelige Meddelelser fra Dansk Naturhistorisk Forening i Kjøbenhavn 1852(1): 14. 1853[1852].
Comme tous les bégonias, Begonia acutiloba fait partie du genre Begonia qui est assigné à la famille des Begoniaceae, dans l'ordre des Cucurbitales. Elle est classée dans la section WeilbachiaGRIN (4 avril 2020). 